# Attaque de l'agence Lower Sioux
Guerre des Sioux de 1862
Guerre de Sécession
Batailles
Guerre des Sioux de 1862 :
- Agence Lower Sioux
- Redwood Ferry
- New Ulm
- Fort Ridgely
- Birch Coulee
- Fort Abercrombie
- Wood Lake

L'attaque de l'agence Lower Sioux est la première offensive dakota ouvrant la guerre des Sioux de 1862.
L'agence de Lower Sioux faisait partie d'un réseau d'agences indiennes créées par le gouvernement fédéral des États-Unis en 1853. Au moment de l'attaque, elle comprenait une quinzaine de bâtiments gouvernementaux et des maisons pour les fonctionnaires et leurs familles. Des missionnaires avaient construits des églises et des logements. Des Dakotas avaient également des logements « à l'américaine ».   
Alors que la guerre de Sécession bat son plein, les Dakotas sont mécontents de voir de plus en plus de colons américains envahir leurs terres sans que les compensations promises lors du traité de la Traverse des Sioux ne soient versées. Le 17 août 1862, de jeunes Dakotas attaquent une ferme et tuent cinq colons. Le 18 août, les Dakotas attaquent en force l'agence Lower Sioux et massacrent les personnes présentes.